# Canino (olivo)
Il canino è una varietà di olivo originario del nord estremo del Lazio, nei comuni di Canino, Arlena di Castro, Cellere, Ischia di Castro, Farnese, Tessennano, Tuscania e Montalto di Castro.  Diffuso in tutto l'alto viterbese; questa zona del Lazio è caratterizzata da suoli tufacei, tendenzialmente acidi, con piovosità invernale, ed estati calde e siccitose.

## Caratteristiche

### Generalità
Nota sin dall'antichità a popoli come etruschi e romani, è pianta vigorosa e di grandi dimensioni dal portamento assurgente e chioma densa. La sua rusticità le rende ben adattabile a diversi ambienti e terreni: (anche zone costiere e fino a 500 m di altitudine). Tra l'altro resiste bene anche alla fumaggine ed ai venti.
Varietà autosterile, deve essere impollinata da altre varietà.

#### Aspetti agronomici, frutti e produzione
Essendo autoincompatibile deve avvalersi del supporto di altre varietà, di solito Leccino, Pendolino e Frantoio; le infiorescenze presentano lunghezza media ed un aborto ovarico basso (20-25%). La produttività è elevata ma alternante; le drupe sono di piccola pezzatura (a volte non raggiungono il grammo), hanno maturazione tardiva e scalare e invaiatura mai completa; sono un po' resistenti al distacco. Danno una resa media (16%) ma che può raggiungere il 20%.
Da essi si ricava un olio D.O.P. pregiato, molto profumato, di colore verde intenso e particolarmente ricco di polifenoli.

## Certificazione D.O.P.
L'olio Canino, ricavato dalla varietà canino, ha ricevuto la DOP con Reg. CE n. 1263/96.